# Султанмурат Янышев
Султанмурат Янышев — российский военный деятель, мишарский старшина. Один из крупных деятелей в войне против пугачёвцев. Находился в составе карательного корпуса Михельсона. Один из первых мишар, удостоенных звания капитана. Награждён двумя золотыми медалями, платьем, 2 тыс. руб.
Михельсон, подчеркивая в своем рапорте генералу Щербатову от 25 апреля 1774 г. великое вспоможение Султанмурата Янышева и Мендея Тупеева, просил правительство о награждении их.
Известно, что по жалобе «верных» мишарских старшин Султанмурата Янышева, Миндея Тупеева, Аблая Исмаилова указом Сената от 3 сентября 1775 г. Абдулла Муслюмов-Даушев был лишен депутатского полномочия.

## Семья
- Отец — Яныш Абдуллин. Главный мишарский старшина, сторонник царского правительства. Награждён саблей за участие в подавлении башкирского восстания 30-х годов XVIII в. Затем — второй саблей, платьем, ковшом и 100 червонцами за участие в подавлении восстания 1755 года. Яныш Абдуллин получил и живой товар — жен и детей повстанцев, которых обращали в дворовых слуг.
- Брат — Бахтияр. Награждён золотой медалью, как и его брат Султанмурат.

Султанмурат основал в 1761 г. село, названное его именем. Сейчас оно в Аургазинском районе Башкортостана.